# پاچی
پاچی، روستایی از توابع بخش دودانگه شهرستان ساری در استان مازندران ایران است.

## مردم
مردم این روستا از قومیت طبری (مازندرانی) هستند.
مردم این روستا به گویش ساروی از زبان مازندرانی سخن می‌گویند.

## جمعیت
این روستا در دهستان بنافت قرار داشته و براساس آخرین سرشماری مرکز آمار ایران که در سال ۱۳۸۵ صورت گرفته، جمعیت آن ۴۳۲نفر (۱۱۷خانوار) بوده‌است.